# Beukengalmug
De beukengalmug (Mikiola fagi) is een muggensoort uit de familie van de galmuggen (Cecidomyiidae). De wetenschappelijke naam van de soort is voor het eerst geldig gepubliceerd in 1839 door Theodor Hartig.

## Kenmerken
De muggen worden 4 tot 5 mm lang en zijn bruinzwart van kleur. Het achterlijf van de mannetjes is geelbruin, dat van de vrouwtjes is roodachtig. Opvallender dan de imagines zijn echter de citroenvormige, 3–12 mm lange, hardwandige gallen waarin de volgroeide, 4 mm lange, witte larven leven. Jonge larven zijn alleen met een vergrootglas te zien. De gallen zijn aanvankelijk bleekgroen, maar worden later geelachtig of opvallend rood.

## Verspreiding
De soort leeft in grote delen van Europa in het groeigebied van de beuk (Fagus sylvatica). De gallen worden vaak gevonden in groepen dicht bij elkaar op de bovenkant van beukenbladeren. De randen van beukenbossen genieten de voorkeur als leefgebied. De soort werd geïntroduceerd in Noord-Amerika.

## Levenswijze
De volwassen exemplaren komen eind maart uit en vliegen tussen maart en mei. De vrouwtjes leggen eieren op de jongste beukenbladeren terwijl ze zich ontvouwen. Elk vrouwtje legt 200 tot 300 rode eieren, ongeveer 0,3 mm groot, afzonderlijk op de bladknoppen van de beuken. Tijdens de zuigactiviteit zorgen de jonge larven ervoor dat het beukenblad een gal vormt door chemische stoffen af te scheiden, waarin ze leven op bladweefsel. Wanneer de gal zich vormt, vormt zich eerst een muur rond de larve, die zich vervolgens sluit. In oktober laten de gallen zich vallen op de grond en overwinteren daar in het grondstrooisel. Begin maart verpoppen de larven zich uiteindelijk en komen ze na 2 tot 3 weken uit als volwassen muggen. De beukengalmug veroorzaakt geen zichtbare schadelijke effecten.